# 조제프루이 라그랑주
조제프루이 라그랑주(프랑스어: Joseph-Louis Lagrange, 이탈리아어: Giuseppe Luigi Lagrancia 주세페 루이지 라그란차[*], 1736년 1월 25일 ~ 1813년 4월 10일) 은 토리노, 피에몬테에서 태어난 이탈리아 태생, 프랑스와 프로이센에서 활동한 프랑스 수학자이자 천문학자이다. 그는 해석학, 정수론, 고전역학과 천체역학 전반에 걸쳐 중대한 기여를 했다. 특히 물리학분야에서 기존의 고전역학을 일반화된 새로운 수학적 방식으로 표현한 해석역학은 이론 물리학의 새로운 지평을 열었다. 그는 레온하르트 오일러와 장 르 롱 달랑베르의 추천으로 1766년 베를린에 있는 프로이센 과학 학사원의 수학 부장이 되어 20년 이상 머무르면서 많은 작업을 했으며 프랑스 과학 아카데미로부터 여러 상을 받았다. 라그랑주의 《해석역학》(Mécanique Analytique, 4. ed., 2 vols. Paris: Gauthier-Villars et fils, 1888–89) 논문은 베를린에서 쓰여 1788년 출판되었으며 아이작 뉴턴 이래로 고전역학을 가장 포괄적으로 다루었고 19세기 수리물리학의 발전의 기반을 마련했다.
라그랑주의 증조부는 프랑스인이었지만 그의 부모는 이탈리아인이었다. 1787년, 그가 51세였을 때, 베를린에서 프랑스로 이사해 프랑스 아카데미의 회원이 되었다. 그는 생을 마감할 때까지 프랑스에 머물렀다. 그래서 라그랑주는 프랑스 과학자이자 이탈리아 과학자로 여겨진다. 라그랑주는 프랑스혁명에서 살아남아 에콜 폴리테크니크에서 1794년 개교와 동시에 해석학의 첫 번째 교수가 되었다. 라그랑주는 1799년 상원위원으로 선출되었고 나폴레옹은 1803년에 그에게 레지옹 도뇌르 훈장을 수여하고 1808년 그를 제국의 백작으로 임명했다. 그는 팡테옹에 묻혔으며 그의 이름은 에펠탑에 새겨진 72개의 이름 중 하나로 남아있다.

## 수학
라그랑주는 범함수의 극값에 대한 오일러-라그랑주 방정식을 유도함으로써 변분법의 창시자 중 한 사람이 되었다. 그는 또한 방법을 확장시켜 가능한 제한조건들을 고려함으로써 라그랑주 승수법에 도달했다. 라그랑주는 매개변수변환법으로 알려진 미분방정식의 해법을 발명했으며 이것은 미분법을 확률론에 적용시켜 방정식의 해에 관하여 중요한 기여를 했다. 그는 모든 자연수는 네 제곱수의 합이라는 것을 증명했다. 그의 논문 《해석함수론》(프랑스어: Théorie des fonctions analytiques)은 에바리스트 갈루아에 앞서 군론의 기초를 놓았다. 미적분학에서, 라그랑주는 보간법과 테일러 급수에 대한 새로운 접근을 개발했다.

## 물리학
지구, 태양 그리고 달에 대한 삼체 문제(1764), 목성의 위성들의 움직임(1766)에 대해 연구했으며 1772년에 이 문제의 특수한 경우에 대한 해를 찾았으며 그것은 현재 라그랑주 점이라고 알려져 있는 것이 되었다. 하지만 무엇보다도 그는 뉴턴 역학을 현재 라그랑주 역학이라고 불리는 해석학의 한 영역으로 바꾸었으며, 역학의 “원리”들이 변분법의 단순한 결과라는 것들을 보였다.

## 생애
라그랑주의 삶은 크게 세 부분으로 나눌 수 있다. 첫 번째는 그가 그의 고향 토리노에서 보낸 기간이다(1736~1766). 두 번째는 그가 베를린 아카데미에서 많은 업적을 남기던 때이다(1766~1787). 세 번째는 그가 파리에서 죽기 전까지 보낸 시간이다(1787~1813). 처음 두 기간이 그가 활발히 연구하고 수많은 과학적 업적을 남기던 때이다. 1754년 변분법의 발견을 시작으로하여 1756년에 변분법을 역학에 응용했고, 1764년과 1766년에 파리 과학 아카데미가 주최한 대회에 자극을 받아 천체역학의 업적을 남겼다. 베를린에 있던 시기는 그가 미적분학뿐만 아니라 역학의 발전에도 많은 공헌을 하던 때이다.

### 토리노
라그랑주는 프랑스인과 이탈리아인의 혈통을 물려받아(증조 할아버지는 토리노로 이주한 프랑스 육군 장교였다) 토리노에서 주세페 로도비코 라그란치아(이탈리아어: Giuseppe Lodovico Lagrangia)의 이름으로 태어났다. 그의 아버지는 사르데냐 왕국의 군자금을 맡고 있었는데, 좋은 사회적 지위와 부를 누렸다. 라그랑주의 어머니, 테레사 그로스(Teresa Gros)는 토리노 주변의 작은 마을 캄비아노에 있던 외과의사의 외동딸이었다. 라그랑주는 11명의 어린 형제자녀 중 첫째였다. 라그랑주의 가족은 매우 정직하게 살았다. 그러나 라그랑주가 어릴 때 그의 아버지는 투기로 대부분의 재산을 잃었으며 어린 라그랑주는 그의 지위에 대한 스스로의 능력에 의존해야만 했다(후에 라그랑주는 그 때의 가난이 아니였다면 자신은 수학을 직업으로 삼지 않았을 것이라고 회고하였다). 라그랑주는 1766년 베를린으로 떠나기 전까지 그의 가족들과 함께 살았다. 그는 로마 가톨릭교회의 신자가 되는 방향으로 자랐으나, 후에 불가지론자가 되었다. 처음에 라그랑주의 아버지는 그가 법을 공부하기를 바랐다. 하지만 17세때 우연히 발견한 에드먼드 핼리의 논문을 읽고 수학에 흥미를 가지게 되기 전까지는 그가 다니던 토리노 대학교에서 수학에 대해 아무 관심도 보이지 않았다. 그는 아무한테도 도움 받지 못하는 상황에서 혼자서 수학공부를 하였으며, 그 해의 끊임없는 노력을 통해 결국 완성된 수학자가 되었고, 포병학교의 교사가 될 수 있었다. 또 그가 토리노 대학교에서 베카리아 아래에서 물리학을, 필리포 안토니오 레벨리(이탈리아어: Filippo Antonio Revelli)로부터 기하학을 배우기 시작하자 즉시 자신의 재능을 알게 되었다. 기하학에 끌려 수학을 공부하던 라그랑주는 17세에 해석학으로 방향을 바꿨으며 그 후 그 분야를 빠르게 발전시킨다. 1754년 라그랑주는 자신의 짧은 에세이를 기하학자 줄리오 데 파냐노(이탈리아어: Giulio de Fagnano)에게 편지로 보냈다. 그 에세이는 그가 뉴턴의 이항정리와 두 함수의 곱에 대한 연속적인 미분 사이에서 발견한 유사성을 기반으로 발전시킨 미적분학에 대한 내용을 담고 있다. 그는 또한 그의 발견들이 이탈리아어로 번역되기 전에 레온하르트 오일러에게 라틴어로 서신을 교환하기도 했다. 하지만 1754년 8월 라그랑주는 고트프리트 라이프니츠와 요한 베르누이의 과학적 발견의 동일성을 보았으며 그는 사실 "발견"이 그들의 재산이었다는 것을 깨달았다. 그는 자신이 다른 사람의 발견을 배낀 것처럼 보이는 것에 대해 두려움에 떨었다. 하지만 이러한 불행도 그를 낙담시키지는 못했다. 그는 1754년 10월 31일 등시곡선문제에 대해 연구한 내용을 파냐노에게 보냈다. 그 첫 에세이는 현재 사라졌지만 후에 같은 주제에 대해 쓰여진 두 개의 회고록이 남아있다. 1755년 12월 말, 파냐노에게 보내는 편지에서 그는 1744년 로잔와 제네바에서 출판된 오일러의 논문 〈최대화 또는 최소화 곡선을 찾는 법〉(라틴어: Methodus inveniendi lineas curvas maximi minimive proprietate gaudentes, sive solution problematis isoperimetrici latissimo sensu accepti)에 대해서 썼다. 라그랑주는 이 분야의 결과에 대해서 굉장히 흥미를 갖고 있었으며 결국 변분법으로 발전시키게 된다(‘변분법’이라는 용어는 오일러가 1766년 만들었다). 1755년 8월 12일 오일러에게 어떤 문제에 대해서 순수하게 해석학적으로 접근한 것에 대해 라틴어로 쓰여진 요약을 보냈다. 이것은 그가 19세 밖에 되지 않았을 때 발견한 것이지만 그의 수학적 업적 중에서 가장 우수한 것으로 간주된다 (라그랑주 스스로도 그렇게 생각했다).

#### 변분법
라그랑주는 변분법의 창시자 중 하나이다. 1754년부터 그는 등시곡선 문제를 연구하였고 함수의 극값을 찾는 것과 비슷한 방식으로 함수를 최대화하거나 최소화하는 방법을 발견했다. 라그랑주는 1754년과 1756년 사이에 레온하르트 오일러에게 그의 결과들을 설명하는 여러 편지들을 썼다. 그는 그의 “δ-알고리즘”의 윤곽을 밝혔고, 이것은 변분법의 오일러-라그랑주 방정식으로 이어졌으며 오일러의 초기 해석학을 상당히 간소화하였다. 라그랑주는 그의 생각들을 고전역학의 문제들에 적용시켜 오일러와 피에르루이 모페르튀의 결과들을 일반화하였다.
오일러는 라그랑주의 결과들에 깊이 감명받았다. "라그랑주는 특유의 공손함으로 그가 이전에 쓴 같은 분야를 다루는 논문을 보류하고 있다. 젊은 이탈리아인은 그의 작업을 끝낼 시간을 가지고 반박의 여지가 없는 새로운 미적분학의 발명을 주장하려는 모양이다.”라고 오일러가 말했다고 전해진다. 하지만 이 기사도적인 관점은 논쟁의 대상이 되었다. 라그랑주는 1762년과 1773년에 토리노 사회에서의 두 번의 회고에서 그의 방법을 출판했다.

#### 《토리노에서의 기타 연구》
1758년, 라그랑주는 제자들의 도움으로, 결국 토리노 과학 아카데미라는 법인조직이 된 단체를 설립한다. 그의 대부분의 초기 저작들은 《토리노에서의 기타 연구》(라틴어: Miscellanea Taurinensia)로 알려진 5권의 결과물에서 찾아볼 수 있다. 이들 중 많은 부분이 정성들인 논문이었다. 첫 번째 책은 소리의 전달 이론에 대한 논문을 포함하고 있다. 이것에서 그는 뉴턴의 실수를 지적하고 있으며, 운동에 대한 일반적인 미분방정식을 얻었고, 그것을 직선 운동에 대해 적분했다.
이 책은 또한 가로로 진동하는 끈 문제의 완벽한 해답을 포함하고 있다. 이 논문에서 그는 브룩 테일러(Brook Taylor), 장 르 롱 달랑베르, 그리고 레온하르트 오일러가 기존에 제시한 해답에 일반성이 결여되어 있다는 점을 지적하고, 임의의 시간 t에서 곡선의 형태가 방정식 {\displaystyle y=a\sin(mx)\sin(nt)}으로 주어진다고 결론에 도달했다. 그 논문은 메아리, 맥놀이, 그리고 소리의 혼합에 대한 대가다운 논의를 포함하고 있다. 이 책의 다른 논문들은 점화수열, 확률, 그리고 변분법에 대해 다룬다.
두 번째 책은 첫 번째 책의 변분법에 대한 몇몇 논문의 결과들과 표기법을 구체화하는 긴 논문을 포함하고 있다. 그는 최소작용의 원리를 추론해내고 동역학의 다양한 문제의 해답을 제시함으로써 그 유용성을 설명했다.
세 번째 책은 변분법을 이용한 몇몇 동역학 문제의 해답을 포함하고 있다.
몇몇 논문들은 적분에 대한 것이다. 위에서 언급된 페르마의 문제: 완전제곱수가 아닌 정수 n이 주어질 때 x2 n + 1 이 완전제곱수인 x를 찾는 것; 그리고 상호 인력이 작용하는 세 물체의 운동에 대한 일반적인 미분방정식에 관한 논문들도 포함되어 있다.
다음으로 그가 한 일은 1764년에 달의 칭동에 대한 것이었고, 또 그는 가상일을 이용해 왜 항상 달의 한쪽 면만이 지구를 바라보는지 설명했다. 그의 해답은 그가 결국 공식적으로 1780년에 보이게 되는 일반화된 운동방정식의 근원을 포함하고 있다는 점에서 특히 흥미롭다.

### 베를린 아카데미
1756년에 이미 피에르루이 모페르튀의 도움을 받아서 레온하르트 오일러는 라그랑주를 베를린 아카데미로 데려오려고 하였다. 후에 달랑베르는 프로이센의 프리드리히 2세에게 라그랑주를 추천했으며, 라그랑주에게 편지를 써서 베를린의 명성이 있는 자리를 위해 라그랑주가 토리노를 떠나오기를 요청했다. 라그랑주는 두 제안을 모두 거절했으며, 1765년에 다음과 같이 답했다.
오일러가 있는 한 베를린은 나에게 전혀 맞지 않아 보입니다.

1766년 오일러는 베를린을 떠나 상트페테르부르크로 가자 프리드리히는 라그랑주에게 “유럽에서 가장 위대한 왕”이 “유럽에서 가장 위대한 수학자”를 그의 왕궁으로 모시기를 바란다는 편지를 썼다. 라그랑주는 마침내 설득당하여 다음 20년을 프로이센에서 보냈다. 프로이센은 그가 베를린과 토리노에서 출판한 수많은 일련의 논문들을 쓴 곳일 뿐만 아니라 그의 기념비적인 작품인 라그랑주 역학을 만든 곳이다. 베를린에서의 그의 삶은 불운한 실수에서부터 시작했다. 동료들 대부분이 결혼한 것을 알게 되고 그들의 부인들로부터 결혼하는 것이 행복하기 위한 유일한 방법이라는 것을 확신하고 나서 그는 결혼했다. 그러나 곧 그의 부인이 죽어 결혼 생활은 행복하지 않았다.
프리드리히 2세는 자주 라그랑주와 완벽히 규칙적인 삶의 장점에 대해 토론하곤 하였고, 라그랑주는 프리드리히에게 총애를 받았다. 여기서 얻은 교훈을 집해서 실천하기도 했는데, 그 후부터 라그랑주는 그의 마음과 몸을 기계로 보아 연구했으며 실험을 통해서 그가 죽지 않고 해낼 수 있는 정확한 양의 일을 계산해냈다. 매일저녁 그는 다음날 할 정확한 일들을 정했으며, 일이 끝나면 그의 증명법이나 관심사에 대해 어떤 점을 개선할 수 있는지에 대해 간단한 분석을 하였다. 그는 언제나 그의 논문을 작성하기 전에 그 주제들에 대해 깊이 생각했으며 글을 쓸 때에는 하나도 고치지 않고 바로 써내려갔다.
그렇지만 베를린에서 지내는 동안 라그랑주의 건강은 여러모로 좋지 않았으며 그의 부인 비토리아의 건강은 훨씬 좋지 않았다. 수년간의 병치레 후 1783년 비토리아가 죽자 라그랑주는 의기소침해졌다. 1786년에는 프리드리히 2세가 죽고, 라그랑주에게 베를린의 날씨는 견디기 힘들었다.

### 프랑스
1786년에 프리드리히 2세가 사망하자 스페인과 나폴리 등 여러나라로부터 초청을 받았지만 루이 16세의 요청을 흔쾌히 받아들여 파리로 이동하였다. 그는 프랑스에서 그의 방문을 대비하여 루부르에 만들어놓은 특별한 저택과 여러 구별되는 특전들을 전부다 받았으며, 또한 프랑스 과학 학술원의 회원이 되었는데 이곳은 나중에 프랑스 학사원이 된다. 그의 파리생활의 초반에는 그는 우울함에 사로잡혔으며, 심지어는 25년 넘게 작업한 《해석역학》의 복사본을 책상위에 열지 않은 상태로 그대로 놓았었다. 그의 프랑스 혁명에 대한 호기심은 그가 무기력증으로부터 나오게 되는 계기가 되었으며, 이 호기심은 점점 혁명이 발달해 가면서 위기감으로 변하게 되었다.
1792년에는 인생에 대한 헤아릴 수 없는 슬픔과 소심함에 빠져있다가 24살의 아델라이드(Renée-Françoise-Adélaïde Le Monnier)를 향한 열정으로 옮겨 갔는데 그녀는 그의 친구이며 천문학자인 모니에의 딸이었다. 그녀는 라그랑주와 결혼을 고집했고 헌신적인 부인이 되었으며 라그랑주와 사이가 좋았다.
1793년 9월에 공포정치가 시작되었다. 1793년 10월의 포고령에서 모든 외국인들은 프랑스를 떠나야 했지만 그 당시 많은 다른 학자들과 함께 이미 학술원에서 쫓겨난 앙투안 라부아지에가 개입하여 라그랑주는 특별 면제되었다. 1794년 5월 4일, 라부아지에를 비롯한 27명의 세무사가 체포되어, 재판에서 사형을 선고를 받고 그날 오후 길로틴에서 처형되었다. 라그랑주는 라부아지에의 죽음에 대해 이렇게 말했다.
이 머리가 떨어지는 것은 순식간이지만 이를 키우는데는 백년도 충분치 않을 것이다.
라그랑주는 프랑스에서 탈출할 준비를 하고 있었지만 위험에 처하지는 않았다. (나중에 나폴레옹 정부와 같은) 다른 혁명 정부들은 그에게 명예와 특별대우를 해주었다. 이러한 행운이나 안전은 그가 여러 해 전에 표명했던 그의 삶의 태도 때문일 것이다: "일반적으로 모든 현자의 제일 원리중 하나는 그것이 아무리 비합리적일지라도 그가 살고 있는 나라의 법을 엄격하게 따르는 것이라고 나는 믿는다." 그가 가진 관점에 대한 놀라운 증언은 1796년 이탈리아 주재 프랑스 공관이 라그랑주 아버지에게 아들의 업적에 대해 다음과 같이 프랑스 공화국을 대신해 축하할 때 나타났다. "그의 천재성은 모든 인류를 명예롭게 하였고, 이런 사람을 낳은 피에몬트의 특별한 영광이다." 나폴레옹이 권력을 얻었을 때 프랑스의 과학 연구를 열렬히 장려했고, 그에 대한 자유주의적인 후원자였다는 사실은 주목할 만하다. 1799년 상원의원으로 임명된 그는 1802년 그의 조국인 피에몬테를 프랑스 땅으로 합병하는 Sénatus-consulte에 서명하는 첫 번째 사람이 되었다. 따라서 라그랑주는 프랑스 국적을 얻게 되었다. 프랑스인들은 그가 프랑스의 수학자라고 하지만 이탈리아인들은 그가 이탈리아인이라고 계속 주장한다.

#### 측정 단위
1790년대에 라그랑주는 새로운 표준 측정 단위를 만드는 과정에 상당히 관여했다. 탈출을 준비할 때 무게 및 측량 개혁 위원회(la Commission des Poids et Mesures)의 위원장직을 제의받았다. 1794년 라부아지에가 죽은 뒤로는 미터와 킬로그램을 표준 단위로 최종 선택하고 마침내 십집법 세분화가 1799년의 위원회에 의해 받아들여진 것은 라그랑주의 영향력에 힘입은 바가 컸다. 라그랑주는 또한 1795년에 경도국의 창립 멤버 중 한 명이었다.

#### 에콜 노르말 쉬페리외르
1795년에 라그랑주는 새로이 세워진 에콜 노르말 쉬페리외르에 수학과 학과장으로써 4개월이라는 짧은 기간 동안 임명되었다. 그가 그곳에서 한 강의는 매우 기본적이었고 특별한 점이 없었지만 이것들을 책으로 묶어 출판되었는데 이는 교수들이 "서로 책을 읽거나 기억을 되세기지 않기로 국민대표들에게 서약해야" 했기 때문었고, 교수들이 무죄임을 조사관들이 알 수 있도록 그들의 대화를 간단히 요약하라는 명령을 받았다.

#### 에콜 폴리테크니크
라그랑주는 에콜 폴리테크니크의 교수로써 1794년에 임명되었다. 그의 강의에 참석하는 행운을 누렸던 수학자들에 의하면 그의 강의는 형태나 내용 면에서 모두 완벽하였다. 매우 하찮은 요소들로부터 시작하여 그는 그의 청취자들이 모르는 문제의 범위까지 그들의 사고의 경계를 넓혔다. 그는 학생들에게 항상 대칭적인 기호로 표현된 일반적인 방법의 장점을 강조하였다.
그렇지만 라그랑주는 교사로서 성공적이지는 못하였다. 1795년에 그의 수업을 들은 조제프 푸리에는 다음과 같이 썼다.
그의 목소리는 너무나 작으며 적어도 열정적이지 않았다. 이탈리아식으로 말하였으며 s를 z로 발음하였다. 대부분의 학생들은 그를 좋게 평가할 수 없었으며, 학생들에게 환영받지 못하였다. 그렇지만 교수들의 생각은 달랐다.

#### 말년

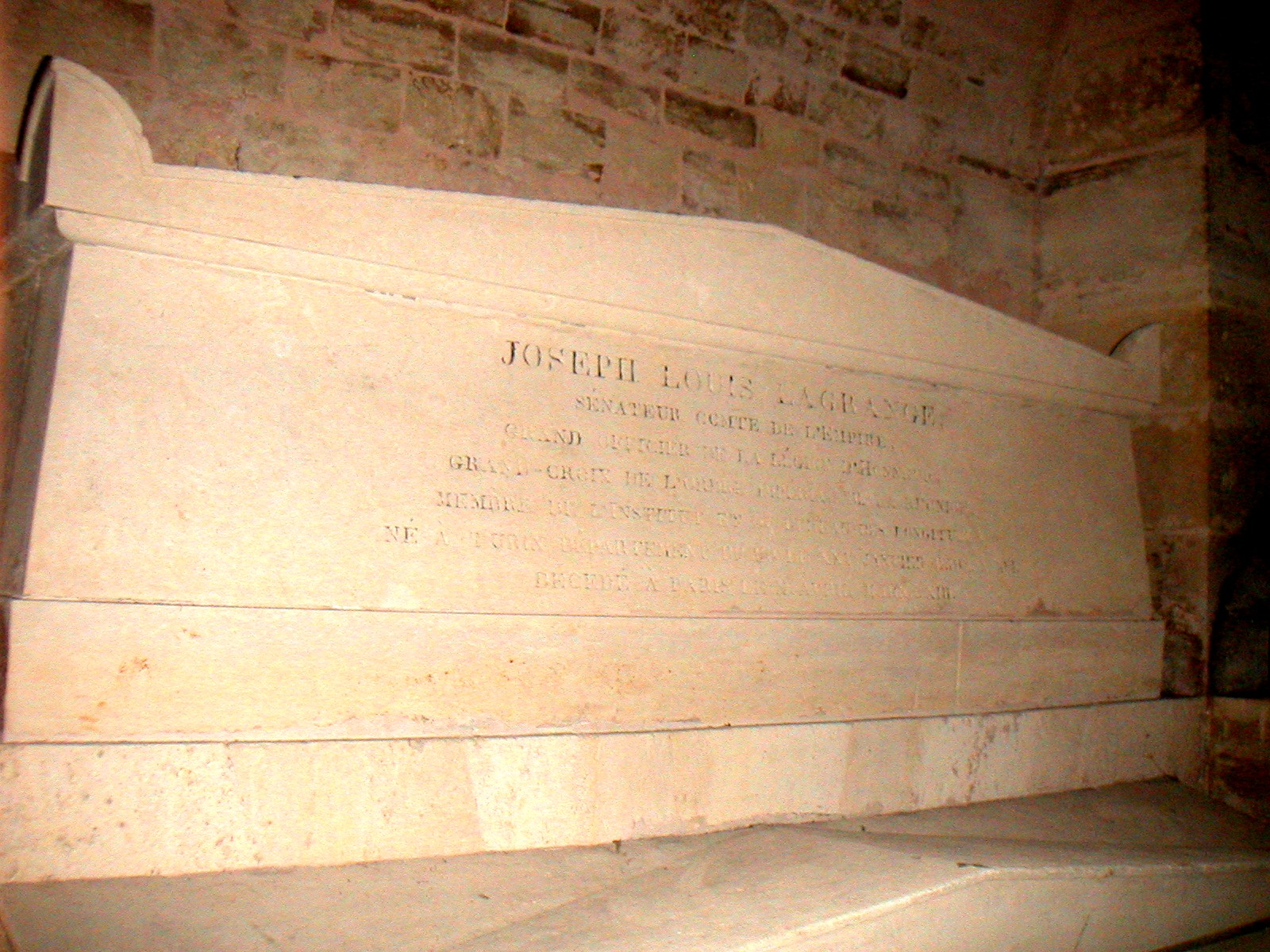
판테온에 있는 라그랑주의 무덤

1810년, 라그랑주는 《해석역학》의 완전한 개정을 시작했다. 하지만 그는 1813년 파리의 뤼 드 포부르 생토노레(rue du Faubourg Saint-Honoré) 128번지에서 죽기 전까지 2/3밖에 완성할 수 없었다. 그가 죽기 이틀 전에 나폴레옹은 그에게 화합의 제국 훈장 대십자장을 수여하였다. 파리의 판테온에 묻혔으며, 그의 묘비에 프랑스어로 다음과 같이 새겨져 있다:
조제프루이 라그랑주. 상원의원. 제국의 백작. 레지옹 도뇌르 훈장의 수훈자. 화합의 제국훈장(Imperial Order of the Reunion)의 대십자장. 학사원과 경도국의 회원. 1736년 1월 25일 토리노 출생. 1813년 4월 10일 파리에서 생을 마감.

## 베를린에서의 업적
라그랑주는 그가 베를린에서 보낸 20년간 과학 분야에서 굉장히 활발하게 활동했다. 그는 《해석역학》의 집필 뿐만 아니라 100에서 200편 사이의 논문들을 토리노 아카데미, 베를린 아카데미, 그리고 프랑스 아카데미에 기고했다. 이들 중 몇몇은 정식 논문들이며 모두 굉장히 훌륭한 것들이었다. 그가 아팠던 짧은 기간 외에는 그는 평균적으로 한 달에 한 개의 저술을 했다. 이 중 가장 중요한 것들을 뽑자면 다음과 같은 논문들이 있다.
첫째로 1766-1773년의 《토리노에서의 기타 연구》의 4권과 5권에서 그의 가장 중요한 논문은 1771년에 있었다. 그것에서 라그랑주는 어떻게 수많은 천체관측결과들이 가장 그럴듯한 결과를 주도록 연결되어야 하는지에 관하여 논하였다. 그 후 1784-1785년 투린 학회 회보의 첫 두 판들에서 많은 논문을 기고했다. 첫째로 그는 움직이는 유체에 의해 생기는 압력에 대한 논문을 기고했고, 둘째로 무한급수에 의한 적분과 그것이 들어맞는 종류의 문제들에 대한 글을 썼다.
파리로 보내진 대부분의 논문들은 천문학 문제들에 관한 것이었고 그들 중에 1766년의 목성의 체계에 대한 그의 서술과 1773년 삼체문제에 대한 그의 에세이, 1778년 혜성에 의한 섭동에 대한 그의 논문들은 특히 짚고 지나가야 한다. 이들은 모두 아카데미 프랑세즈가 공표한 주제들에 대해 쓰였으며 각각의 경우마다 상은 그에게 수상되었다.

### 라그랑주 역학
1772년과 1788년 사이에 라그랑주는 고전적인 뉴턴 역학을 간략화 시킨 식과 쉬운 계산들로 재구성했고 이러한 역학은 현재 라그랑주 역학이라 불린다.

### 대수학
이 시기에 그의 많은 논문들은 프로이센 과학 아카데미에 기여했는데, 그것들 중 여럿은 대수학의 문제들에 대한 것이었다.
- 이차 형식과 더 일반적인 대수적 형식을 이용한 정수 표기에 대한 논의
- 정교화 이론에 관한 소논문
- “임의의 유한군 G에 대해 그 부분군 H의 위수는 G의 위수를 나눈다.”라는 라그랑주의 정리
- 라그랑주 도출식을 통한 모든 차수의 대수적 방정식을 푸는 일반적인 과정에 대한 그의 1770년과 1771년의 논문. 이 방법은 포함된 보조적인 방정식이 원래 식보다 더 높은 차수를 가져서 5차 이상의 방정식에 대한 해의 일반식을 찾을 수 없었다. 이 방법의 중요성은 2, 3, 4차 방정식을 푸는 이미 알려져 있던 공식들을 하나의 원리로 표현하는 것에 있으며, 이것은 갈루아 이론의 기초가 되었다. 이 논문들에서는 임의의 차수의 이항방정식에 대한 완벽한 해답도 다루고 있다.
- 1773년에 라그랑주는 자코비안의 특별한 경우인 3차 함수 행렬식을 생각했다. 그는 또한 원점에 한 꼭짓점이 있는 사면체의 부피를 나머지 3개의 점의 좌표들로 만들어진 판별식의 절댓값의 1/6으로 나타낼 수 있음을 보였다.

### 정수론
그의 초기 저술들 중 여럿은 또한 정수론의 문제들에 대한 것이다.
- 라그랑주는 펠 방정식 {\displaystyle x^{2}-ny^{2}=1} 이 어떠한 완전제곱수가 아닌 정수 n에 대해 자명하지 않은 정수해를 갖는다는 것을 처음으로 증명했다. (1766-1769)[8]
- 그는 바슈(Bachet)가 증명 없이 이야기한 “모든 양의 정수는 4개의 제곱수들의 합이다”라는 정리를 1770년에 증명했다.
- 그는 n 이 소수면 (n -1)! + 1은 언제나 n의 배수라는 윌슨의 정리를 1771년에 증명했다.
- 1773, 1775년, 그리고 1777년에 쓰여진 그의 저술들은 이전에는 증명되지 않았던 피에르 드 페르마의 몇몇 결과들에 대한 증명을 담고 있다.
- 1775년, 그의 《산술연구》(프랑스어: Recherches d'arithmétique)에서 한 정수가 {\displaystyle ax^{2}+by^{2}+cxy}라는 형태로 표현될 때의 일반적인 문제를 다루기 위해 이항 이차 형식에 대한 일반적 정리를 만들었다.

### 다른 수학적 업적들
해석기하학의 여러 사항들에 대한 수많은 그의 전문들이 있다. 그것들 중 조금 뒤인 1792년과 1793년에 쓰인 2편은 그는 2차 곡면의 방정식들을 표준 형식 (수학)으로 축소시켰다.
1772년부터 1785년에 그는 편미분 방정식들의 과학을 만들어낸 일련의 긴 저술들을 기고했다. 이들의 한 거대한 부분은 1794년에 출판된 오일러의 적분학의 2판에 정리되었다.
그는 연분수의 정리에도 기여했다.

### 천문학
마지막으로, 라그랑주가 베를린에서 저작한 저서들 중에는 천문학에 대한 여러 문제를 다룬 것 들이 있다. 그 중에서 중요한 문제들은 다음과도 같은 것들이 있다.
- 일반적인 삼체 문제의 해결을 시도하였다. 그 결과, 1772년 그는 일직선상인 경우와 정삼각형인 경우, 두 가지 특정 패턴의 해를 찾았다. 이 해들은 나중에 현재 라그랑주 점으로 알려져 있는 것을 설명할 수 있다.
- 타원체들의 인력에 관하여, 1773: 이건 맥클로린의 작업의 기초가 된다.
- 정형화된 달에 대한 공식에 관하여, 1773: 퍼텐셜의 개념을 최초로 도입한 것으로 주목할 만하다. 임의의 위치에 있는 물체의 퍼텐셜은 그 물체의 각 부분의 질량을 주어진 점으로까지의 거리로 나눈 것의 합이다. 라그랑주는 어떤 물체의 외부의 한 점에서의 퍼텐셜이 알려져 있다면 어떤 방향으로의 인력이든지 한 번에 알아낼 수 있다는 것을 보였다. 이 퍼텐셜에 대한 이론은 1777년에 베를린으로 보낸 논문에 기술되어 있다.
- 행성 궤도의 교점에 대한 운동에 관하여, 1774
- 행성 궤도들의 안정성에 관하여, 1774
- 완벽히 행해진 세 개의 관측 자료를 통하여 혜성의 궤도를 결정하는 방법에 대한 두 논문, 1778년과 1783년: 이것은 실제로 가능하다고 증명이 된 것은 아니다. 하지만 그의 역학적인 구적법을 사용한 섭동의 계산법은 후에 이 분야에서 그가 행한 대부분의 연구들의 기반이 된다.
- 행성 궤도를 특징짓는 매개변수(orbital elements)에 대한 정형적이고 주기적인 변화에 대한 결정, 1781-1784: 여기에서 얻어진 상한은 위르뱅 르베리에에 의해 나중에 얻어진 것과 상당히 비슷하다. 라그랑주는 행성의 질량에 대해 가지고 있는 지식이 허용하는 한 최대한 그의 연구를 전개해갔다.
- 내삽의 방법에 관한 세 논문, 1783년, 1792년 그리고 1793년: 유한한 변화를 다루는 방식에 대한 부분은 현재나 라그랑주가 남긴 방식이나 차이점이 없다

### 《해석역학》
이러한 다양한 논문들뿐만 아니라 라그랑주는 그의 위대한 논문 《해석역학》(프랑스어: Mécanique analytique)을 저술했다. 이 논문에서 그는 가상일의 법칙을 정립했으며, 그것으로부터, 변분법의 도움으로, 하나의 기본 원리가 고체와 유체에 동시에 적용되는 모든 역학을 유도해 낼 수 있다.
이 책의 목적은 모든 대상은 내재적으로 하나의 원리에 포함된다는 것을 보이고 어떤 특정한 결과도 얻어낼 수 있는 일반화된 방정식을 제시하는 것이다. 그의 일반화 좌표를 사용하는 방법은 아마 그의 해석의 가장 기발한 결과일 것이다. 장 르 롱 달랑베르나 레온하르트 오일러가 했던 것처럼 물질계의 각 부분의 운동을 따라가는 것이 아니라 그는 만약 우리가 계의 자유도와 동일한 충분한 수의 변수들로 그 구성을 알 수 있다면 계의 운동 에너지와 위치 에너지는 그 변수들로 표현될 수 있고, 운동에 대한 미분방정식들도 따라서 간단한 미분으로 유도될 수 있다는 것을 보였다. 예를 들면, 강체의 동역학에서 그는 개별 문제에 관심을 두는 것 대신 일반적으로 다음과 같은 방정식으로 표현할 수 있다는 것을 보였다.
{\displaystyle {\frac {d}{dt}}{\frac {\partial T}{\partial {\dot {\theta }}}}-{\frac {\partial T}{\partial \theta }}+{\frac {\partial V}{\partial \theta }}}
여기서 T는 계의 운동 에너지, V는 계의 위치 에너지를 뜻한다. 그는 그리고 우리가 현재 라그랑주 승수법이라고 알고 있는 것을 이 방정식을 풀기 위한 방법으로 제시했다, 비록 이것이 이 방법이 처음으로 출판된 것이 아니지만 말이다. 여기서 주어진 다른 사소한 정리들 가운데 주어진 제약 조건 하에서 물질계에 주어진 충격량에 의해 전해지는 운동에너지가 최대가 된다는 가정과 최소작용의 원리는 언급할만하다. 이러한 모든 해석은 너무나 우아해서 윌리엄 로언 해밀턴은 이 작업들이 오직 과학적인 시로써밖에 표현될 수 없다고 말하기도 하였다. 라그랑주는 역학이 실제로 사차원 기하학과 유사한 순수 수학의 한 분야라고 표현한 것은 흥미로워 주목할 만하다. 또한 그 스스로가 그의 작업의 시작부터 끝까지가 단순히 하나의 개형으로 이루어진 것이 아니라는 것에 자부심을 느꼈다고 한다. 처음에는 그 누구도 어떤 사람이 이 책을 인쇄 할지 알 수 없었으나, 아드리앵마리 르장드르가 결국 파리 공장으로부터 그 권리를 내려 받도록 설득되었으며 그의 관리 하에 1788년에 《해석역학》을 출간하게 된다.

## 프랑스에서의 업적

### 미분학과 변분법
에콜 폴리테크니크에서의 라그랑주의 변분법에 관한 강의는 그의 1797년에 출판된 논문인 《해석함수론》의 기초가 되었다. 이 일은 그가 1772년에 Berlin papers에 보냈던 논문에 있는 생각의 확장이었다. 그것의 목적은 대수학의 일반성 원리에 의존하고, 수열에서의 대수함수에 발전을 기반으로 하여 미분학을 여러 정리들로 대체하는 것이었다. 이전에 런던에서 1758년에 출판된 Residual Analysis에서 존 랜든(영어: John Landen)에 의해 다소 비슷한 방법이 사용되었다. 라그랑주는 결론적으로 그가 무한히 크거나 작은 양들에 관련된 문제점들을 제거할 수 있다고 생각했는데, 이 양들은 철학자들이 미분학에서 일반적으로 다루기를 거부한 것이었다. 책은 세 부분으로 나뉘어 있는데, 첫 부분은 함수의 일반적인 이론을 다루고 있다. 또한, 테일러 정리의 대수적인 증명을 보여주고 있지만, 이에 대한 유효성은 의심의 여지가 있다. 두 번째는 기하학에의 적용을 다루고 있다. 마지막으로 세 번째는 역학에의 응용을 다루고 있다. 같은 계열의 또다른 논문으로는 1804년에 출판되고 1806년에 두 번째 판이 출간된 《함수의 미분적분법》(프랑스어: Leçons sur le calcul des fonctions)이 있다. 그의 유명한 방식인 라그랑주 승수법을 만든 것이 바로 이 책, 적분 제한조건에서의 변분법에 대한 문제를 다룬 내용에서이다. 이 미분학과 변분법에 대한 연구는, 오귀스탱 루이 코시, 카를 구스타프 야코프 야코비, 그리고 카를 바이어슈트라스의 연구의 시작점으로 생각되었다.

### 무한소
후기에 라그랑주는 대수적인 형태의 연구로 변성법정립하는 것보다는 무한소의 사용에 대한 연구로 되돌아왔다. 그리고 1811년에 출판된 《해석역학》의 두 번째 판의 서문에서 그는 무한소의 사용을 정당화하고 있으며, 다음과 같이 결론을 내리고 있다.
우리가 무한소 방법의 참뜻을 붙잡았을 때, 또 소수와 궁극적 비율의 기하학적인 방법이나 유도된 함수의 해석적 방법으로 그 결과의 정확성이 밝혔을 때, 우리는 무한히 작은 양들을 우리의 증명을 짧고 간결하게 만드는 확실하고 의미있는 방법으로 사용할 것이다.

### 연분수
1798년에 출판된 그의 《수치 방정식 해법》(프랑스어: Résolution des équations numériques) 또한 에콜 폴리테크니크에서의 그가 강의에서 얻은 성과이다. 여기에서 그는 연분수를 이용하여 방정식의 실근을 근사하는 방법을 보였고, 다른 여러 정리들을 발표하였다. 마지막 부분에서 그는 페르마 소정리(페르마 소정리는 p가 소수이고 정수 a와 p가 서로소일 때, 합동식 ap-1 - 1 ≡ 0(mod p)가 성립한다는 것이다)가 어떻게 임의의 이항방정식에서 완전한 대수적인 해를 구할 때 적용될 수 있는지를 보여주고 있다. 또한 그는 여기서 어떻게 원래의 방정식의 근들의 차의 제곱을 근으로 가지는 방정식이 그 근들의 위치와 성질의 중요한 정보를 얻는데 사용될 수 있는지를 설명하였다.

## 상들과 작위
레온하르트 오일러는 베를린 아카데미의 회원을 선출하는 선거에서 라그랑주를 지지하였고 그는 1756년 9월 2일에 선정되었다. 또한, 1790년에 에든버러 왕립 협회의 일원으로 선정되었고, 1806년에는 왕립 협회의 일원, 스위스 왕립 과학 아카데미의 외국 회원으로 뽑혔다. 1808년, 나폴레옹은 라그랑주를 레지옹 도뇌르 훈장의 세훈자로 선정하고 제국의 백작지위를 수여하였다. 1813년, 그는 파리에서 죽기 1주일 전에 Ordre Impérial de la Réunion에서 최고 훈장을 받았다.
라그랑주는 프랑스 과학 아카데미에서 그의 달의 칭동에 관한 논문으로 1764년 상을 받았다. 1766년에 학회는 목성의 위성의 운동에 관한 문제를 제안하였고, 그는 다시 상을 받았다. 그는 또한, 1772, 1774, 그리고 1778년에도 수상하였다.
라그랑주는 에펠탑이 처음으로 열렸을 때, 1층에 있는 명판에 기념되고 있는 72명의 저명한 프랑스 과학자 중 한명이다. 또 그의 업적을 기리기 위해서 그의 이름을 따서 지어진 거리나 지역의 이름이 몇몇 있다. 파리 5구에는 라그랑주 가(街)(프랑스어: Rue Lagrange)가 있으며, 토리노에 있는 그의 생가가 있는 거리 역시 라그랑주 가(이탈리아어: Via Lagrange)이다. 또한, 달의 라그랑주 분화구도 그의 이름을 포함하고 있다.

## 기타
- 그는 중간키에 날씬하였고, 창백하고 푸른 눈과 핏기가 없는 피부를 가지고 있었다. 그는 신경질적이고 겁이 많았으며, 말다툼을 몹시 싫어했다. 또한, 그것을 피하기 위해 그가 한일을 자진해서 다른 사람의 공으로 돌렸다.
- 완벽한 준비를 통해 그는 보통 그의 논문을 완전히 수정 없이 쓸 수 있었다.

## 같이 보기
- 라그랑주의 이름을 따서 이름 붙여진 것들
  - 라그랑지언
  - 라그랑주 해석
  - 라그랑주 좌표
  - 라그랑주 미분
  - 라그랑주 역학
  - 라그랑주 점
  - 라그랑주 하위 다양체
  - 비국소 라그랑지언
  - 오일러-라그랑주 방정식
  - 라그랑주 괄호
  - 라그랑주-달랑베르의 원리
  - 라그랑주 다항식
  - 라그랑주 승수법
  - 라그랑주 수
  - 라그랑주 식
  - 라그랑주 항등식
  - 라그랑주 정리 (군론)
  - 라그랑주 정리 (정수론)
  - 라그랑주 네 제곱수 정리
  - 라그랑주(분화구)
  - Rue Lagrange, 파리의 거리

## 참고 문헌
- Columbia Encyclopedia, 6th ed., 2005, "Lagrange, Joseph Louis."
- W. W. Rouse Ball, 1908, "Joseph Louis Lagrange (1736 - 1813)," A Short Account of the History of Mathematics, 4th ed.
- Chanson, Hubert, 2007, "Velocity Potential in Real Fluid Flows: Joseph-Louis Lagrange's Contribution," La Houille Blanche 5: 127-31.
- Fraser, Craig G., 2005, "Théorie des fonctions analytiques" in Grattan-Guinness, I., ed., Landmark Writings in Western Mathematics. Elsevier: 258-76.
- Lagrange, Joseph-Louis. (1811). Mecanique Analytique. Courcier (reissued by Cambridge University Press, 2009; ISBN 978-1-108-00174-8)
- Lagrange, J.L. (1781) "Mémoire sur la Théorie du Mouvement des Fluides"(Memoir on the Theory of Fluid Motion) in Serret, J.A., ed., 1867. Oeuvres de Lagrange, Vol. 4. Paris" Gauthier-Villars: 695-748.
- Pulte, Helmut, 2005, "Méchanique Analytique" in Grattan-Guinness, I., ed., Landmark Writings in Western Mathematics. Elsevier: 208-24.
- 수학을 만든 사람들(미래과학 3) : E. T. 벨, 안재구 역, 미래사, 1993
- 물리이야기 : 로이드 모츠 외, 차동우 외 역, 전파과학사, 1992
- 프랑스 혁명과 수학자들-데카르트로부터 가우스까지(Blue Backs 83) : 다무라 사부로, 손영수·성영곤 공역, 전파과학사, 1991
- 수학사 대전 : 김용운·김용국 공저, 우성문화사, 1986
- Science and the Enlightenment : Thomas L. Hakins, Cambridge University Press, 1985
- Energy, Force and Matter : The Conceptual Development of Nineteenth-Century Physics, 1985 : P. M. Harman, Cambridge University Press, 1982
- Lagrange's Personality, 1763-1813 , Proceedings of the American Philosophical Society, 88 : 457-496 : G. Sarton, 1944
- Original Works. Oeuvres de Lagrange, J. A. Serret, ed., 14 vols. (Paris, 1867–1892)
- Opere matematiche del Marchese Giulio Carlo de Toschi di Fagnano, III (Milan-Rome-Naples, 1912)
- G. G. Leibnitti opera omnia, Dutens, ed., 6 vols. (Geneva, 1768).
- Sylvestre Francois Lacroix, “Liste des ouvrages de M. Lagrange,” supp. to Mécanique analytique (Paris, 1816), pp. 372–378; and (Paris, 1855), pp. 383–389.
- Catalogue des livres de la bibliothéque du Comte Lagrange (Paris, 1815).
- Gino Loria, “Essai d’une bibliographied de Lagrange,” in Isis, 40 (1949), 112–117
- Adolph von Harnack, Geschichte der Königlich Preussischen Akademie der Wiswsenschaften, 3 vols. in 4 pts. (berlin, 1900)
- Honoré Gabriel Riquetti, comte de Mirabeau, Histoire secrette de la cour de Berlin, ou correspondance d’un voyageur francois depuis le cinq juillet 1786 jusqu’au dixneuf janvier 1787, 2 vols. (Paris, 1789).
- Jean-Baptiste Biot, “Notice historique sur M. Lagrange,” in Journal de l’empire (28 Apr. 1813), repr. in Biot’s Mélanges scientifiques et littéraires, III (paris, 1859), 117–124.
- Carlo Denina, La prusse littéraire sous Frédéric II, II (Berlin, 1790), 140–147.
- pietro Cossali, Elogio di L. Lagrange (padua, 1813).
- Jean Baptiste Joseph Delambre, “Notice sur la vie et les ouvrages de M. le Comte J. L. Lagrange,” in Mémoires de la classe des sciences mathématiques de l’Institut for 1812 (Paris, 1816), repr. in Oeuvres de Lagrange, I , ix-li.
- Frédéric Maurice, “Directions pour l’étude approfondie des mathématiques recueillies des entretiens de Lagrange,” in Le moniteur universel (Paris) (26 Feb. 1814).
- Frédéric Maurice, “Lagrange,” in Michaud’s Biographie universelle, XXIII (Paris, 1819), 157–175.
- Dieudonné Thiebault, Mes souvenirs de vingt ans de séjour à Berling, 5 vols. (Paris, 1804).
- Julien Joseph Viery and [Dr.] Potel, Précis historique sur la vie et la mort de Lagrange (Paris, 1813).
- Poggendorff, I, 1343–1346.
- J. M. Quérard, “Lagrange, Joseph Louis de,” in La France littéraire, IV (Paris, 1830), 429–432.
- A. Korn, “Joseph Louis Lagrange,” in Mathematische Geschichte Sitzungsberichte, 12 (1913), 90–94.
- Annali di matematica (Milan), 3rd ser., 20 (Apr. 1913) and 21 (Oct. 1913)
- Gino Loria, “G. L. Lagrange nella vita e nelle opere,” ibid., 20 (Apr. 1913), ix-lii, repr. in Loria’s Scritti, conferenze, discorsi (Padua, 1937), pp. 293–333.
- Gino Loria, Storia delle matematiche, 2nd ed. (Milan, 1950), pp. 747–760.
- Soviet Academy of Sciences, J. L. Lagrange. Sbornik statey k 200-letiyu so dnya rozhdenia (Moscow, 1937)
- George Sarton, “Lagrange’s Personality (1736–1813),” in Proceedings of the American Philosophical Society, 88 (1944), 457–496.
- G. Sarton, R. Taton, and G. Beaujouan, “Documents nouveaux concernant Lagrange,” in Revue d’histoire des sciences, 3 (1950), 110–132.
- J. F. Montucla, Histoire des mathématiques, 2nd ed., IV (Paris, an X [1802]; repr. 1960)
- Charles Bossut, Histoire générale des mathématiques II (Paris, 1810)
- Mortiz Cantor, ed., Vorlesungen über Geschichte der Mathematik, IV (Leipzig, 1908), passim
- Heinrich Wieleitner, Geschichte der Mthematik, II, Von Cartesius bis zur Wende des 18 Jahrhunderts, pt. 1, Arithmetik, Algebra, Analysis, prepared by Anton von Braunmühl (Leipzig, 1911), passim
- Niels Nielsen, Géomètres français sous la Révolution (Copenhagen, 1929), pp. 136–152.
- Maximilien Marie, Histoire des sciences mathématiques et physiques, IX (Paris, 1886), 76–234.
- Nicolas Bourbaki, éléments d’histoire des mathématiques, 2nd ed. (Paris, 1969)
- Carl B. Boyer, A History of Mathematics (New York, 1968), pp. 510–543.
- René Taton et al., III, La science contemporaine, pt. 1, Le XIXéme siécle (Paris, 1958–1961)
- Carl Ohrtmann, Das Problem der Tautochronen. Ein historischer Versuch;
- Robert Woodhouse, A History of the Calculus of Variations in the Eighteenth Century (Cambridge, 1810; repr. New York, 1965), pp. 80–109.
- Issac Todhunter, A Histroy of the Calculus of Variations in the Nineteenth Century (Cambridge, 1861; repr. New York, n.d.), pp. 1–10.
- C. Carathéodory, “The Beginning of Research in the Calculus of Variations,” in Osiris, 3 (1938), 224–240.
- Isaac Todhunter, A History of the Mathematical Theory of Probability (Cambridge, 1865; repr. New York, 1965), pp. 301–320.
- René Dugas, Histoire de la mécanique (Neuchaātel-Paris, 1950), pp. 318–332
- Ernst Mach, Die Mechanik in ihrer Entwicklung (Leipzig, 1883), passim
- Clifford Ambrose Truesdell, Essays in the History of Mechanics (Berlin-Heidelberg-New York, 1968), 93, 132–135, 173, 245–248.
- Julian Lowell Coolidge, A History of Geometrical Methods (Oxford, 1940; repr. New York, 1963)
- Gaston Darboux, Lecons sur la théorie générale des surfaces, I (paris, 1887), 267–268
- A. Aubry, “Sur les travaux arithmétiques de Lagrange, de Legendre et de Gauss,” in L’enseignement mathématique, XI (Geneva, 1909), 430–450.
- F. Cajori, A History of the Arithmetical Methods of Approximation to the Roots of Numerical Equations of One Unknown Quantity Colorado College Publications, General Series, nos. 51 and 52 (Colorado Springs, Colo., 1910).
- Leonard Eugene Dickson, History of the Theory of Numbers, 3 vols. (Washington, 1919–1923; repr. New York, 1952)
- Hans Wussing, Die Genesis des Abstrakten Gruppen-begriffes (Berlin, 1969)
- J Itard, Biography in Dictionary of Scientific Biography (New York 1970-1990)
- Biography in Encyclopaedia Britannica.
- W Barroso Filho, La mécanique de Lagrange, Principes et méthodes (Paris, 1994).
- M T Borgato and L Pepe, Lagrange : Appunti per una biografia scientifica (Torino, 1990).
- P Cossali, Elogio di L Lagrange (Padua, 1813).
- J B J Delambre, Notice sur la vie et les ouvages de M le Comte J L Lagrange, Mémoires de la class des sciences matématique de l'institut 1812 (Paris, 1816).
- D Herrmann, Joseph Louis Lagrange (1736-1813) (Berlin-Treptow, 1963).
- O Stamfort, Lagrange, in H Wussing and W Arnold, Biographien bedeutender Mathematiker (Berlin, 1983).
- C Baltus, Continued fractions and the Pell equations : The work of Euler and Lagrange, Comm. Anal. Theory Contin. Fractions 3 (1994), 4-31.
- W Barroso Filho and C Comte, La formalisation de la dynamique par Lagrange (1736-1813), in Sciences à l'époque de la Révolution Française (Paris, 1988), 329-348.
- G Beaujouan, Documents nouveaux concernant Lagrange, Rev. Hist. Sci. Appl. 3 (1950), 110-132.
- E Bellone, Boltzmann and Lagrange : 'classical' quanta and beliefs about irreversibility (Italian), in Science and philosophy (Milan, 1985), 517-532.
- M T Borgato and L Pepe, The family letters of Joseph-Louis Lagrange (Italian), Boll. Storia Sci. Mat. 9 (2) (1989), 192-318.
- M T Borgato and L Pepe, An unpublished memoir of Lagrange on the theory of parallels (Italian), Boll. Storia Sci. Mat. 8 (2) (1988), 307-335.
- M T Borgato and L Pepe, Lagrange in Turin (1750-1759) and his unpublished lectures at the Royal School of Artillery (Italian), Boll. Storia Sci. Mat. 7 (2) (1987), 3-43.
- B Buraux-Bourgeois, L'analyse diophantienne chez Lagrange, in Analyse diophantienne et géométrie algébrique (Paris, 1993), 13-23.
- I Chobanov, Lagrange and mechanics : myth and reality (Bulgarian), Annuaire Univ. Sofia Fac. Math. Méc. 78 (2) (1984), 3-46.
- C Comte, Joseph-Louis Lagrange poète scientifique et citoyen europeen, La Recherche 208 (1989), 394-396.
- P Costabel, Lagrange et l'art analytique, Comptes rendus de l'Académie des sciences. Série génerale, La vie des sciences (1989), 167-177.
- P Delsedime, La disputa delle corde vibranti ed una lettera inedita di Lagrange a Daniel Bernoulli, Physis - Riv. Internaz. Storia Sci. 13 (2) (1971), 117-146.
- P Dugac, La théorie des fonctions analytiques de Lagrange et la notion d'infini, in Konzepte des mathematisch Unendlichen im 19. Jahrhundert (Göttingen, 1990), 34-46.
- S B Engelsman, Lagrange's early contributions to the theory of first-order partial differential equations, Historia Math. 7 (1) (1980), 7-23.
- C G Fraser, Isoperimetric problems in the variational calculus of Euler and Lagrange, Historia Math. 19 (1) (1992), 4-23.
- C G Fraser, Lagrange's analytical mathematics, its Cartesian origins and reception in Comte's positive philosophy, Stud. Hist. Philos. Sci. 21 (2) (1990), 243-256.
- C G Fraser, Joseph Louis Lagrange's algebraic vision of the calculus, Historia Math. 14 (1) (1987), 38-53.
- C G Fraser, J L Lagrange's changing approach to the foundations of the calculus of variations, Arch. Hist. Exact Sci. 32 (2) (1985), 151-191.
- C G Fraser, J L Lagrange's early contributions to the principles and methods of mechanics, Arch. Hist. Exact Sci. 28 (3) (1983), 197-241.
- C G Fraser, Isoperimetric problems in the calculus of variations of Euler and Lagrange (Spanish), Mathesis 8 (1) (1992), 31-53.
- M Galuzzi, Lagrange's essay 'Recherches sur la manière de former des tables des planètes d'après les seules observations', Rev. Histoire Math. 1 (2) (1995), 201-233.
- J V Grabiner, The calculus as algebra, the calculus as geometry : Lagrange, Maclaurin, and their legacy, in Vita mathematica (Washington, DC, 1996), 131-143.
- I Grattan-Guinness, A Paris curiosity, 1814 : Delambre's obituary of Lagrange, and its 'supplement', in Science and philosophy (Milan, 1985), 664-677.
- A T Grigor'yan, Lagrange's works on mechanics (Russian), Voprosy Istor. Estestvoznan. i Tehn. Vyp. 20 (1966), 46-51.
- A T Grigor'yan, Lagrange's work on mechanics. On the occasion of the bicentennial of the publication of 'Mécanique analytique' (Russian), Studies in the history of physics and mechanics 1989 'Nauka' (Moscow, 1989), 157-170.
- R R Hamburg, The theory of equations in the 18th century : the work of Joseph Lagrange, Arch. History Exact Sci. 16 (1) (1976/77), 17-36.
- Y Hirano, Quelques remarques sur les travaux de Lagrange - qui concernent la théorie des équations algébriques et la notion préliminaire de groupes, Historia Sci. (2) 5 (1) (1995), 75-84.
- H N Jahnke, A structuralist view of Lagrange's algebraic analysis and the German combinatorial school, in The space of mathematics (Berlin, 1992), 280-295.
- G Julia, La vie et l'oeuvre de J.-L. Lagrange, Enseignement Math. 39 (1942-1950), 9-21.
- T Koetsier, Joseph Louis Lagrange (1736-1813) : his life, his work and his personality, Nieuw Arch. Wisk. (4) 4 (3) (1986), 191-205.
- A Korn, Joseph Louis Lagrange, Mathematische Geschichte Sitzungsberichte 12 (1913), 90-94.
- Lagrange (o Lagrangia), Giuseppe Luigi, Enciclopedia Italiana XX (Rome, 1933), 380-381.
- G Loria, Essai d'une bibliographie de Lagrange, Isis 40 (1949), 112-117.
- V A Ogannisjan, Joseph Louis Lagrange (Russian), Armjan. Gos. Ped. Inst. Sb. Naucn. Trud. Ser. Fiz.-Mat. Vyp. 3 (1966), 99-110.
- M Panza, Eliminating time : Newton, Lagrange and the inverse problem of resisting motion (Italian), Conference on the History of Mathematics (Rende, 1991), 487-537.
- M Panza, The analytical foundation of mechanics of discrete systems in Lagrange's 'Théorie des fonctions analytiques', compared with Lagrange's earlier treatments of this topic II, Historia Sci. (2) 1 (3) (1992), 181-212.
- M Panza, The analytical foundation of mechanics of discrete systems in Lagrange's 'Théorie des fonctions analytiques', compared with Lagrange's earlier treatments of this topic I, Historia Sci. (2) 1 (2) (1991), 87-132.
- L Pepe, Supplement to the bibliography of Lagrange : the 'rapports' to the first class of the Institute (Italian), Boll. Storia Sci. Mat. 12 (2) (1992), 279-301.
- L Pepe, Three 'first editions' and an unpublished introduction to Lagrange's 'Théorie des fonctions analytiques' (Italian), Boll. Storia Sci. Mat. 6 (1) (1986), 17-44.
- L Pepe, Lagrange and his treatises on mathematical analysis (Italian), in Symposia mathematica XXVII (London-New York, 1986), 69-99.
- R Roth, The origin of the theory of groups : The theorem of Lagrange (1771) (Spanish), Bol. Mat. 3 (1969), 137-141.
- G Sarton, Lagrange's personality (1736-1813), Proc. Amer. Philos. Soc. 88 (1944), 457-496.
- A L Shields, Lagrange and the 'Mecanique analytique', The Mathematical intelligencer 10 (4) (1988), 7-10.
- Z Siki'c, Joseph Louis Lagrange (on the 250th anniversary of his birth), Matematika (Zagreb) 15 (4) (1986), 47-50.
- J-M Souriau, La structure symplectique de la mécanique décrite par Lagrange en 1811, Math. Sci. Humaines 94 (1986), 45-54.
- A S Sumbatov, Developments of some of Lagrange's ideas in the works of Russian and Soviet mechanicians, La 'Mécanique analytique' de Lagrange et son héritage, Atti Accad. Sci. Torino Cl. Sci. Fis. Mat. Natur. 126 (1992), suppl. 2, 169-200.
- V Szebehely, Lagrange and the three-body problem, La 'Mécanique analytique' de Lagrange et son héritage, Atti Accad. Sci. Torino Cl. Sci. Fis. Mat. Natur. 126 (1992), suppl. 2, 201-213.
- R Taton, Lagrange et la Révolution française (juillet 1789 - novembre 1795), La 'Mécanique analytique' de Lagrange et son héritage, Atti Accad. Sci. Torino Cl. Sci. Fis. Mat. Natur. 126 (1992), suppl. 2, 215-255.
- R Taton, Sur quelques pièces de la correspondance de Lagrange pour les années 1756-1758, Boll. Storia Sci. Mat. 8 (1) (1988), 3-19.
- R Taton, Le départ de Lagrange de Berlin et son installation à Paris en 1787, Rev. Histoire Sci. 41 (1) (1988), 39-74.
- R Taton, Les débuts de la carrière mathématique de Lagrange : la période turinoise (1736-1766), in Symposia mathematica XXVII (London-New York, 1986), 123-145.
- R Taton, Inventaire chronologique de l'oeuvre de Lagrange, Rev. Hist. Sci. 27 (1974), 3-36.
- F Verhulst, Perturbation theory from Lagrange to van der Pol, Nieuw Arch. Wisk. (4) 2 (3) (1984), 428-438.